# Hầm đường bộ Đèo Ngang
Hầm đường bộ Đèo Ngang là hầm trên Quốc lộ 1 xuyên qua dãy Hoành Sơn tại vùng giáp ranh của 2 tỉnh Hà Tĩnh và Quảng Bình.

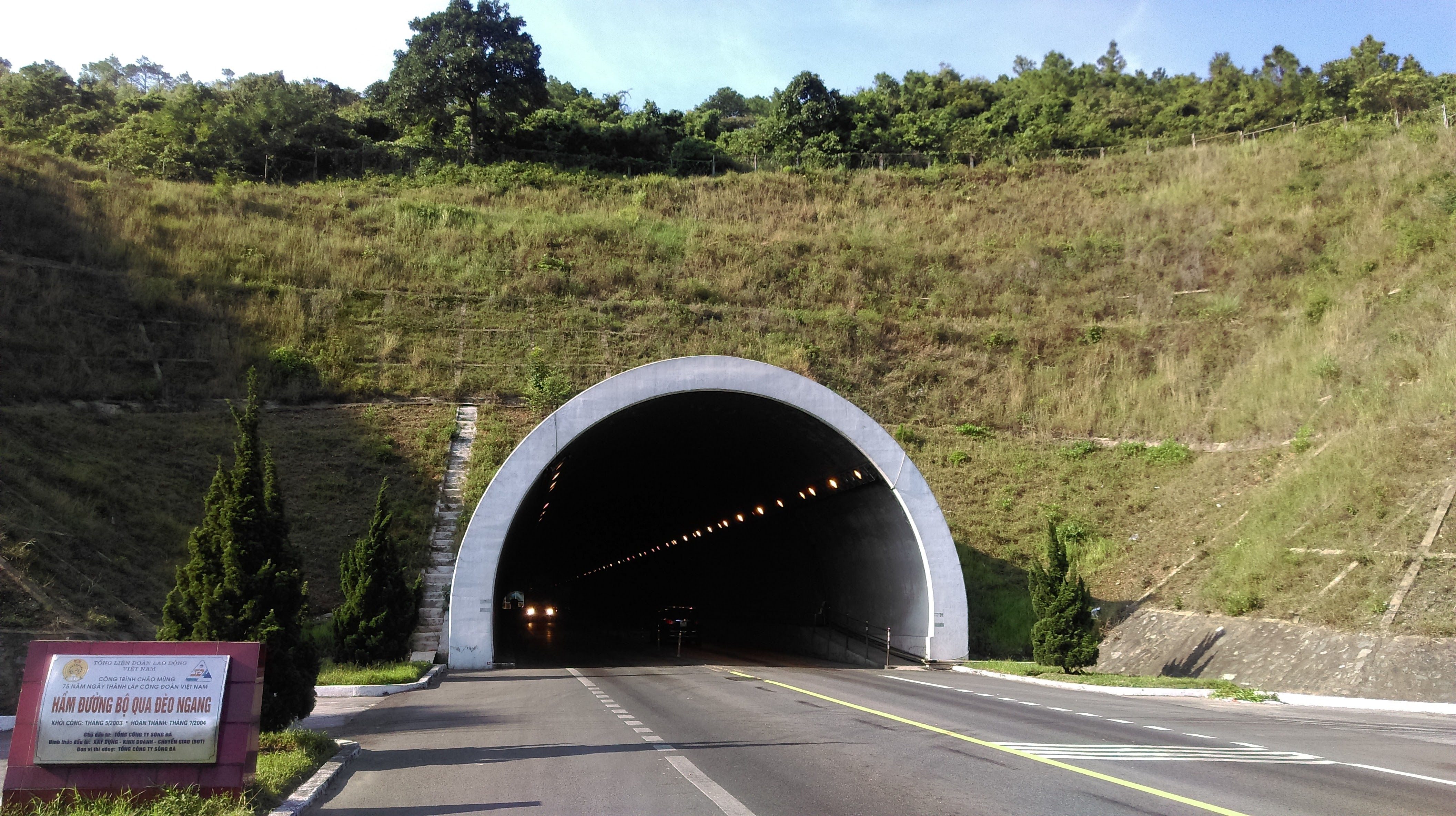
Hầm Đèo Ngang, cửa phía Bắc.

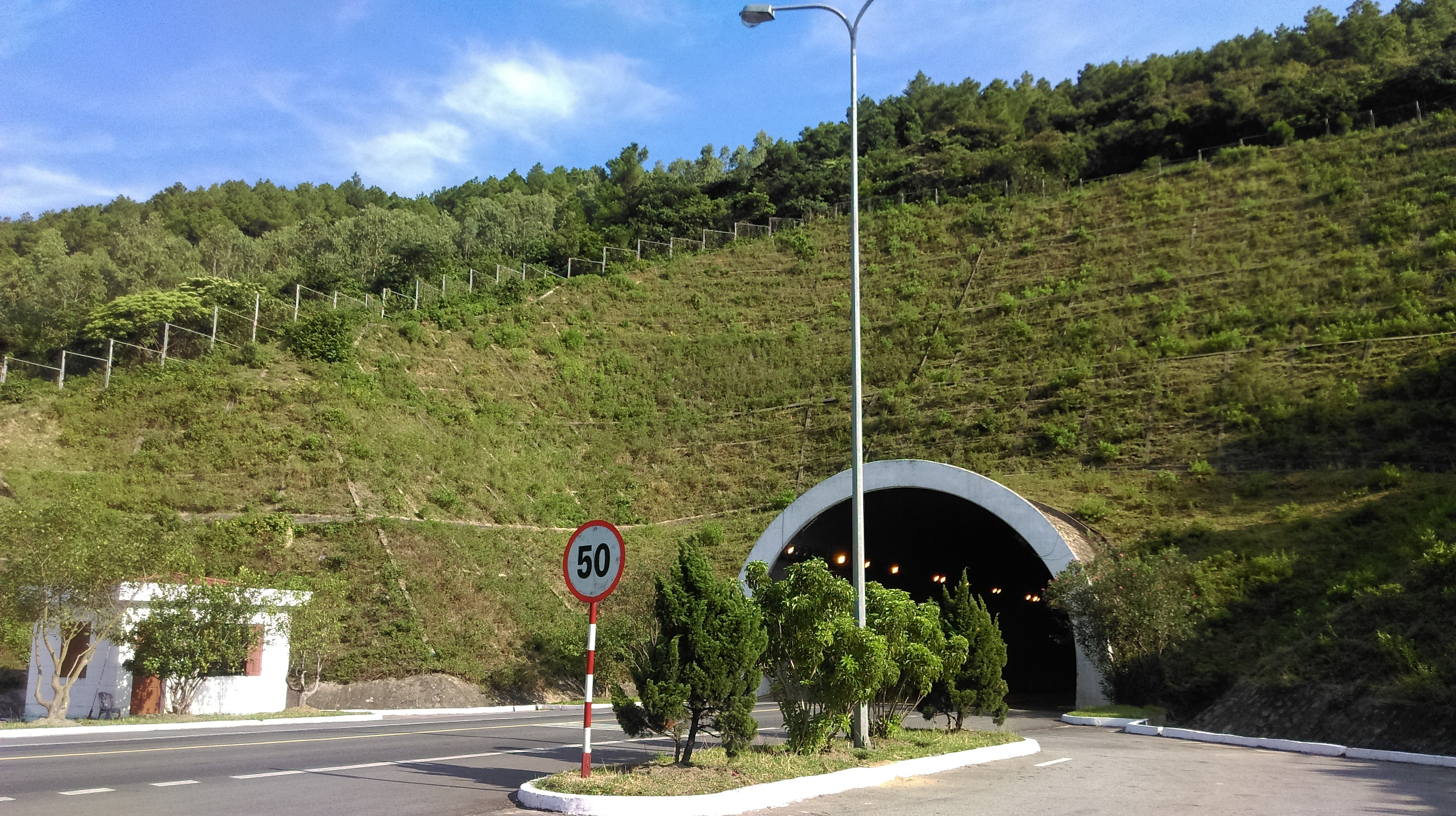
Hầm Đèo Ngang, cửa phía Nam.

Cửa hầm phía Bắc ở vùng đất xã Kỳ Nam, thị xã Kỳ Anh, tỉnh Hà Tĩnh; cửa hầm phía Nam ở vùng đất xã Quảng Đông, huyện Quảng Trạch, tỉnh Quảng Bình.

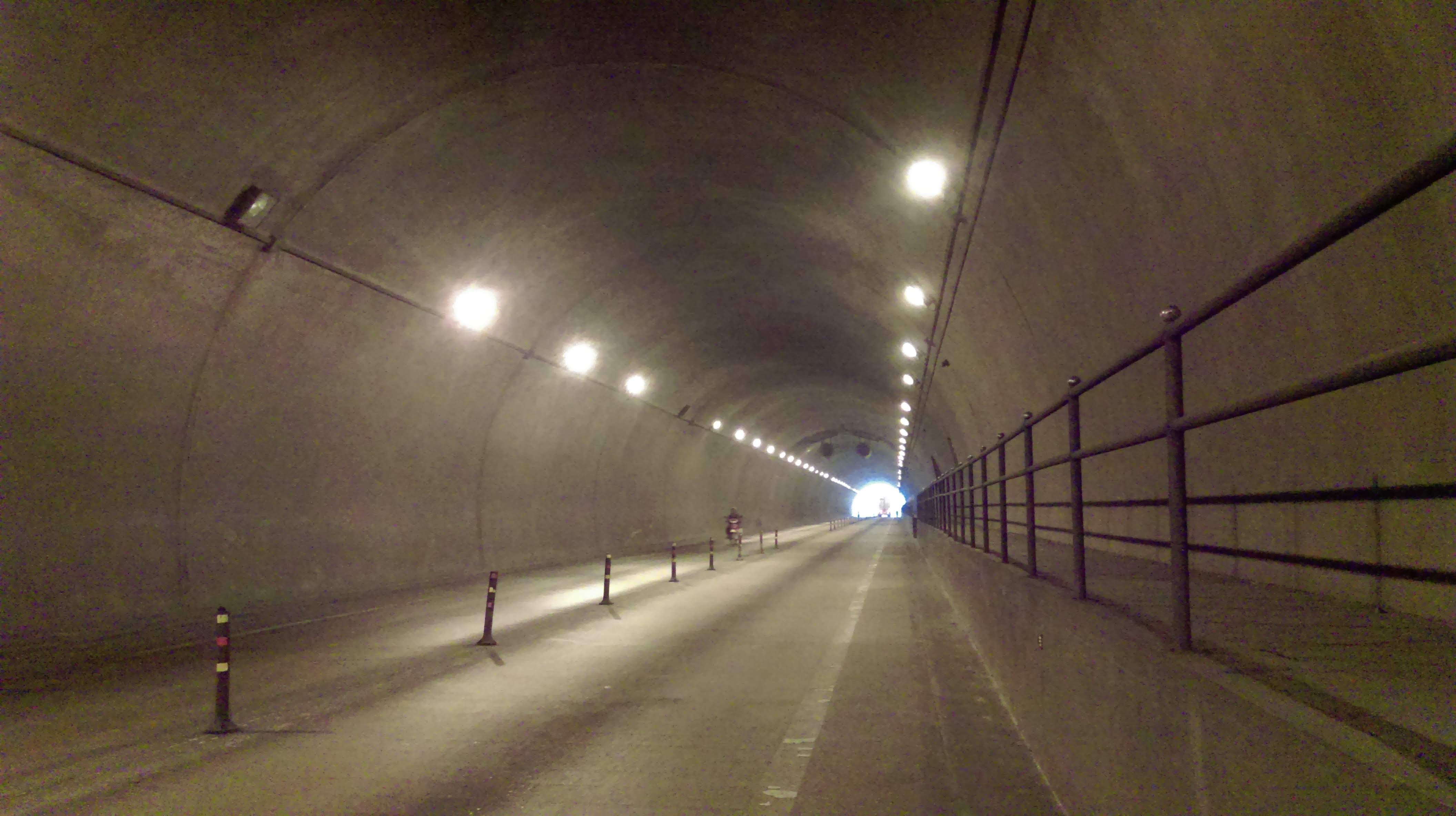
Hầm Đèo Ngang, hướng Hà Tĩnh - Quảng Bình.

Hầm chính dài 495 m cộng với hệ thống đường dẫn nên toàn tuyến dài 2,2 km. Hầm có chiều rộng 11,5 m, cao 7,5 m với 2 làn xe, mỗi làn rộng 3,5 m, đảm bảo cho các phương tiện cơ giới đạt tốc độ tối đa 60 km/h. Khi chưa có Hầm đường bộ Đèo Ngang, muốn vượt dãy Hoành Sơn bằng đường bộ phải theo đèo Ngang dài hơn và khó đi hơn.

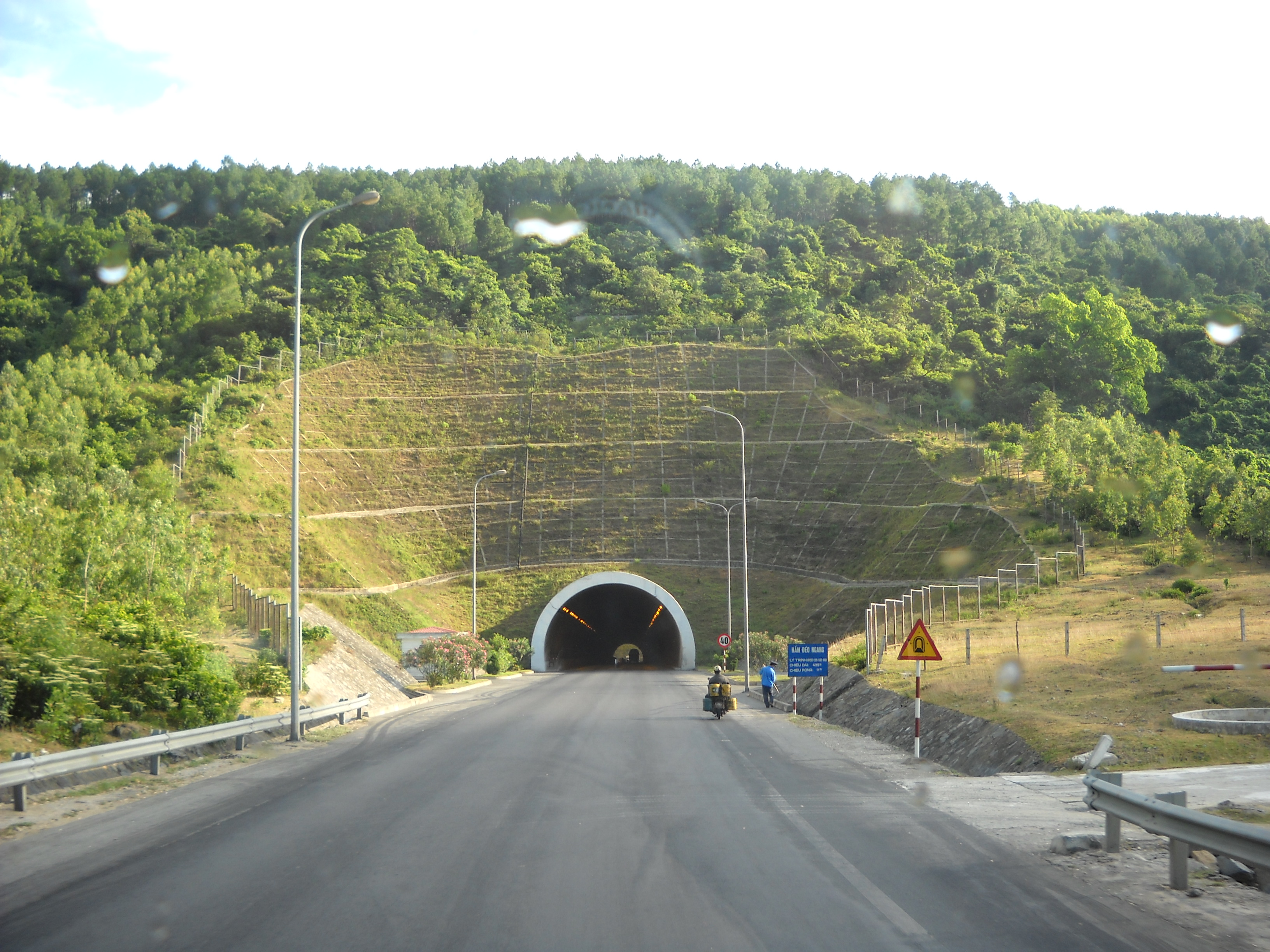
Cửa phía nam, hầm đường bộ Đèo Ngang

Công việc xây dựng bắt đầu từ tháng 4 năm 2003 và hoàn thành vào tháng 8 năm 2004. Chủ đầu tư dự án xây dựng hầm đường bộ này là Tổng công ty Sông Đà. Đơn vị thi công là Công ty Sông Đà 10. Để giải quyết cho nhu cầu vận tải ngày càng tăng cao, vào ngày 16 tháng 1 năm 2025, dự án mở rộng hầm đường bộ Đèo Ngang chính thức được triển khai bằng việc xây mới 1 ống hầm về phía Tây hầm hiện tại, dự kiến hoàn thành cuối năm 2025.